# Takuma Tamenari

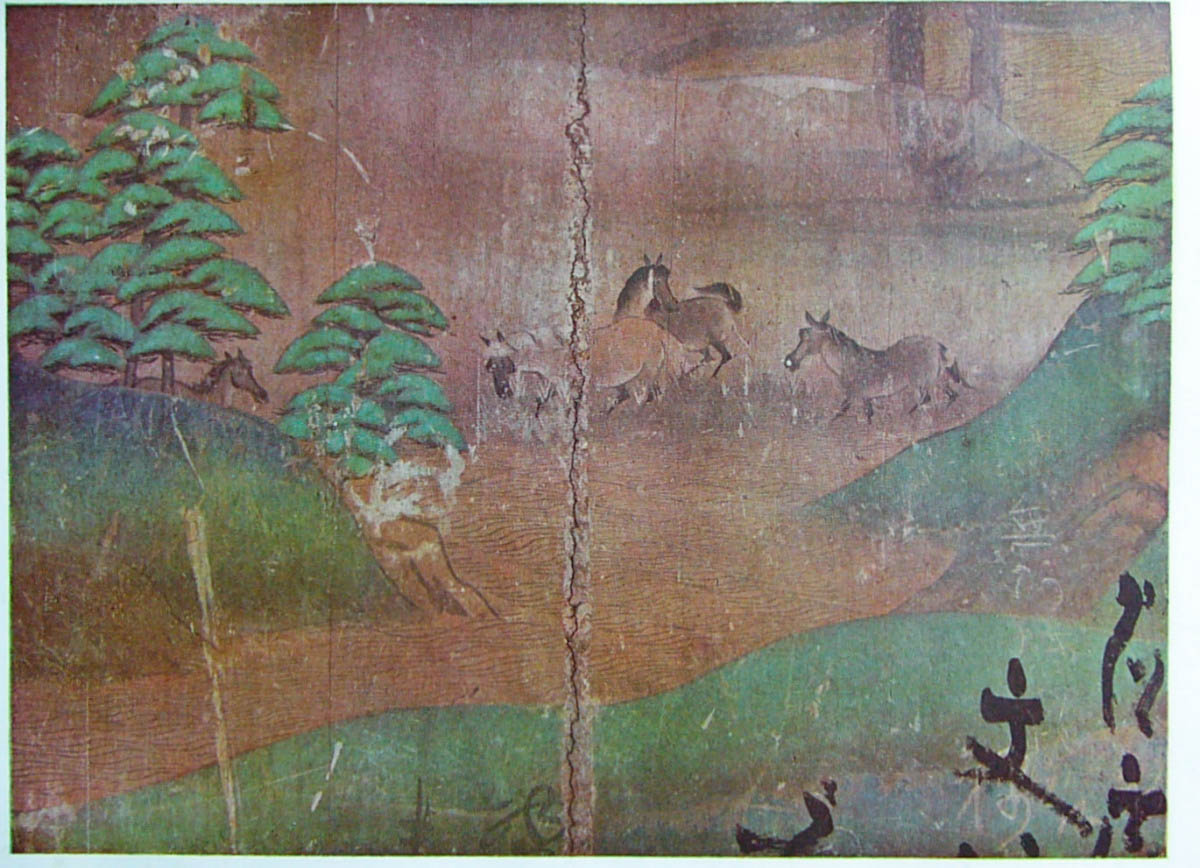
Ostflügeltür der Phönixhalle (Ausschnitt)

Takuma Tamenari (japanisch 宅磨 為成; aktiv in der Mitte des 11. Jahrhunderts) war ein japanischer buddhistischer Maler, wohl Begründer der Takuma-Schule.

## Leben und Wirken
Takuma Tamenari war ein Maler, der einen neuen Yamato-e-Stil schuf, der im Gegensatz zur Kose-Schule (巨勢派) stand, die einen stark traditionellen Stil hatte. In „Kokin Chomonshū“ heißt es, er habe im Jahr 1053 ein Wandgemälde in der Phönixhalle des Tempels Byōdō-in in Uji gemalt, es gibt jedoch keine sicheren Beweise. Es gibt auch keine sicheren Beweise, das er wirklich der Begründer der Takuma-Schule ist.